# Даниелян, Овсеп Алексеевич
Овсеп Алексеевич Даниелян (арм. Հովսեփ Դանիելյան) (род. 28 сентября 1956, Армавир) ― советский и армянский врач, детский травматолог-ортопед, доктор медицинских наук (1996), профессор (1997).

## Биография
Овсеп Даниелян родился 28 сентября 1956 году в городе Армавир, Армянская ССР, СССР.
В 1974 году поступил на педиатрический факультет Ереванского государственного медицинского института, которое окончил в 1980 году.
С 1981 по 1985 год работал заместителем главного врача Араратской центральной районной больницы (детство и акушерство), с 1985 по 1988 год начал работать ортопедом Республиканской детской ортопедической больницы в Ереване.
С 1988 по 1991 год учился в аспирантуре Ленинградского медицинского государственного института.
С 1991 по 1993 год трудился  заместителем директора Республиканской областной больницы, затем работал в Институте детской ортопедии.
В 1996 году успешно защитил докторскую диссертацию и ему была присвоена учёная степень доктора медицинских наук, через год, в 1997, избран профессором.
С 1997 года заведовал отделением травматологии Реабилитационного центра, с 2001 года стал научный руководитель этой клиники. С 1999 года - консультант медицинского центра «Сурб Аствацамайр».
В 2001 году назначен заместителем главного врача поликлиники детской больницы.
Овсеп Алексеевич Даниелян занимается лечением болезней органов малого таза у детей и подростков. Также занимается исследование и лечением врожденного остеопороза, вызванный переломами суставов нижних конечностей, врожденными и приобретенными дефектами костей, лечение переломов с помощью консервативных методов, потери костной массы и удлинение конечностей.